# Here's Lee Morgan
Here's Lee Morgan è un album di Lee Morgan, pubblicato dalla Vee-Jay Records nel 1960.Il disco fu registrato l'8 febbraio 1960 al Bell Sound Studio B di New York.

## Tracce
Lato A
1. Terrible T – 5:18 (Lee Morgan)
2. Mogie – 7:45 (Lee Morgan)
3. I'm a Fool to Want You – 5:37 (Joel Herron, Frank Sinatra, Jack Wolf)

Lato B
1. Running Brook – 6:05 (Wayne Shorter)
2. Off Spring – 6:12 (Milt Jackson)
3. Bess – 6:27 (Lee Morgan)

Edizione doppio CD del 2004, pubblicato dalla Vee Jay Records (VJ 005)
CD 1
1. Terrible T – 5:18 (Lee Morgan)
2. Mogie – 7:43 (Lee Morgan)
3. I'm a Fool to Want You – 5:36 (Joel Heron, Frank Sinatra, Jack Wolf)
4. Running Brook – 6:04 (Wayne Shorter)
5. Off Spring – 6:13 (Milt Jackson)
6. Bess – 6:23 (Lee Morgan)

CD 2 (Alternate Takes)
1. Terrible T (Take 7) – 5:43 (Lee Morgan)
2. Terrible T (Take 6) – 6:53 (Lee Morgan)
3. Mogie (Take 2) – 7:25
4. Mogie (Take 1 - mono) – 7:31 (Wayne Shorter)
5. I'm a Fool to Want You (Take 1) – 5:54 (Joel Heron, Frank Sinatra, Jack Wolf)
6. I'm a Fool to Want You (Take 2) – 5:43 (Joel Heron, Frank Sinatra, Jack Wolf)
7. Running Brook (Take 9) – 6:17 (Wayne Shorter)
8. Running Brook (Take 4) – 6:50 (Wayne Shorter)
9. Off Spring (Take 7) – 6:39 (Milt Jackson)
10. Bess (Take 3) – 6:38 (Lee Morgan)

- Brani CD 2, registrati tutti l'8 febbraio 1960, tranne il brano 8 registrato il 3 febbraio 1960.

## Musicisti
- Lee Morgan - tromba
- Wynton Kelly - pianoforte
- Cliff Jordan - sassofono tenore
- Paul Chambers - contrabbasso
- Art Blakey - batteria